# 蜂須賀幸子
蜂須賀 幸子（はちすか ゆきこ、明和8年（1771年） - 天保9年（1838年））は、権大納言・醍醐輝久の正室。父は阿波徳島藩第10代藩主・蜂須賀重喜。母は側室の梁田時。養父は関白・一条輝良。兄弟には蜂須賀治昭、蜂須賀儀子（鷹司政煕正室）などがいる。

## 生涯
明和8年（1771年）、阿波徳島藩第10代藩主・蜂須賀重喜と側室の梁田時の三女として生まれる。後に権大納言・醍醐輝久の正室となるべく関白・一条輝良の養女となる。
輝久との間には、寛政3年（1791年）に醍醐輝弘、寛政4年（1792年）に四条隆生（四条家当主・四条隆考の養子）、そして娘の信子（内大臣・徳大寺実堅室）を出産。息子・輝弘の正室には、親類である蜂須賀休光の娘・宗子（蜂須賀至央、一条輝良養女）が迎えられる。また、幸子、輝弘、宗子ともに一条輝良の養女である。
享和元年（1801年）、夫・輝久が42歳で没する。天保9年（1838年）、死去。